# Conus vidua
Conus vidua é uma espécie de gastrópode do gênero Conus, pertencente a família Conidae.